# Костёл Успения Пресвятой Девы Марии (Берёзино)
Костёл Успения Пресвятой Девы Марии — ныне не существующая деревянная католическая церковь в г. Берёзино  в Минской области Белоруссии.

## История

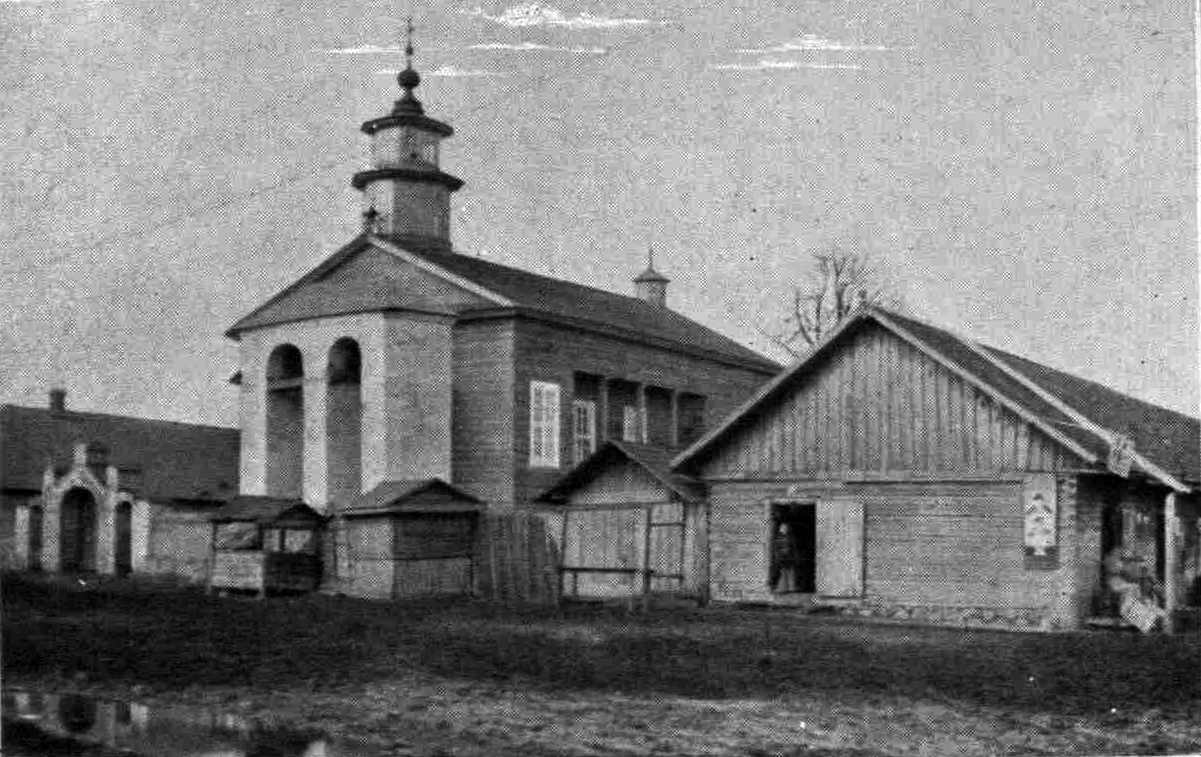

Великий канцлер Литвы Лев Сапега по приказу короля Речи Посполитой Яна Казимира 24 сентября 1641 года заложил в городе на рыночной площади деревянный костел. Строительство костёла было завершено в 1644 году. Этот костёл был названа в честь Пресвятой Богородицы Кармельской.
Позднее костёл был переименован в честь Успения Пресвятой Девы Марии. На этот раз покровительницей стала графиня Вансович.
В 1818 году рядом с костёлом была построена двухъярусная деревянная звонница.
В 1844 году на средства графини храм был реконструирован и при этом сохранил свои классические стилевые черты. Особенно интересным архитектурным приемом его являлось наличие колонн на обоих боковых фасадах.

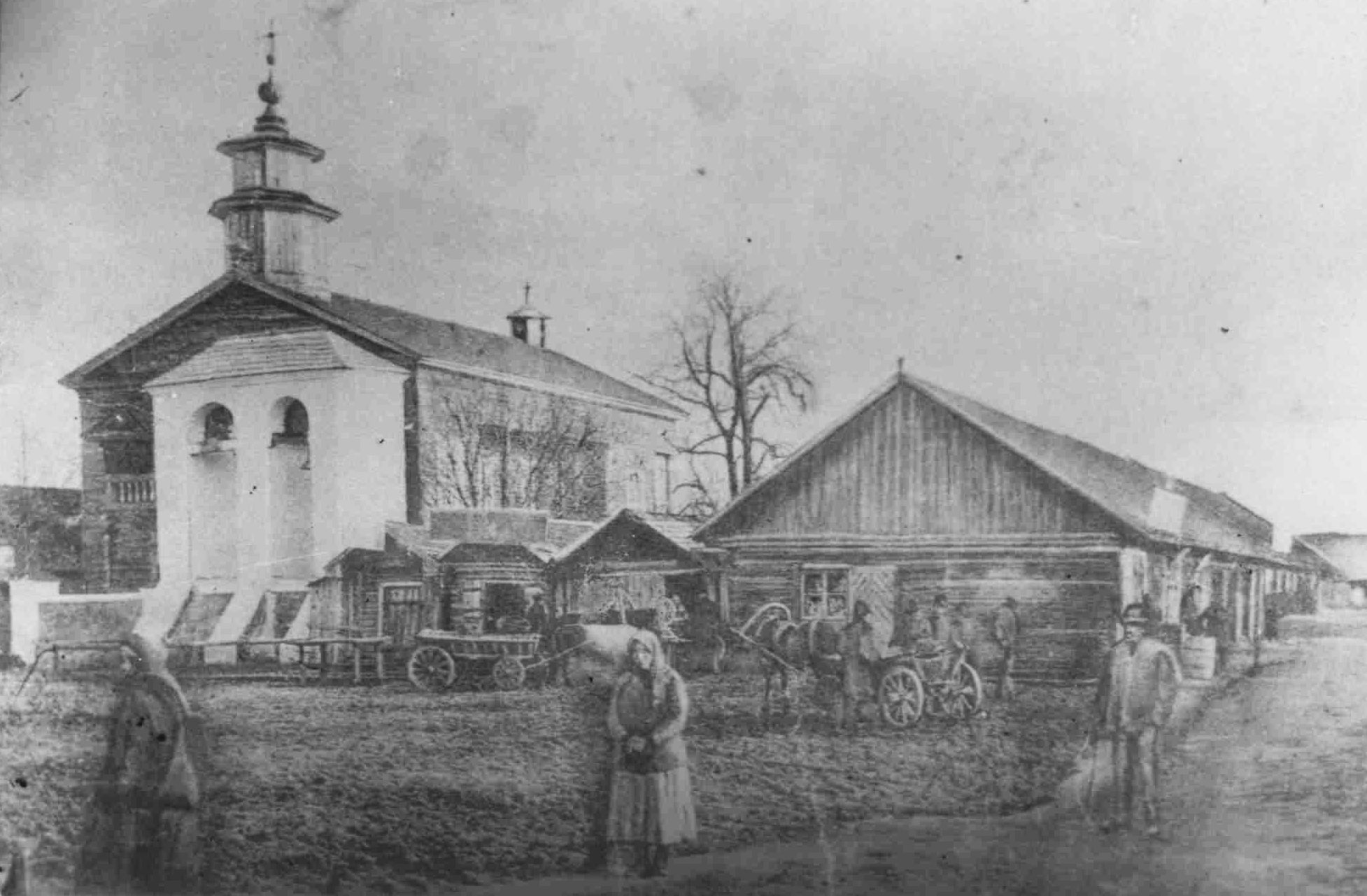
Рынок с костёлом в Берёзино, 1914 год.

В 1897 году на средства графа Августа Потоцкого территория костёла была обнесена кирпичным забором. Въезд на эту территорию был обозначен кирпичными воротами, которые были оштукатурены и побелены. В ограду справа от ворот была встроена колокольня.
В начале XX века приход насчитывал около 7000 верующих. Имел филиальные костёлы в Богушевичах и Рованичах. В 1930 году часовня была закрыта, а после войны разрушена.